# Aleksandr Kogan
 (février 2021).
La mise en forme du texte ne suit pas les recommandations de Wikipédia : il faut le « wikifier ».
Les points d'amélioration suivants sont les cas les plus fréquents. Le détail des points à revoir est peut-être précisé sur la page de discussion.
- Les titres sont pré-formatés par le logiciel. Ils ne sont ni en capitales, ni en gras.
- Le texte ne doit pas être écrit en capitales (les noms de famille non plus), ni en gras, ni en italique, ni en « petit »…
- Le gras n'est utilisé que pour surligner le titre de l'article dans l'introduction, une seule fois.
- L'italique est rarement utilisé : mots en langue étrangère, titres d'œuvres, noms de bateaux, etc.
- Les citations ne sont pas en italique mais en corps de texte normal. Elles sont entourées par des guillemets français : « et ».
- Les listes à puces sont à éviter, des paragraphes rédigés étant largement préférés. Les tableaux sont à réserver à la présentation de données structurées (résultats, etc.).
- Les appels de note de bas de page (petits chiffres en exposant, introduits par l'outil «  Source ») sont à placer entre la fin de phrase et le point final[comme ça].
- Les liens internes (vers d'autres articles de Wikipédia) sont à choisir avec parcimonie. Créez des liens vers des articles approfondissant le sujet. Les termes génériques sans rapport avec le sujet sont à éviter, ainsi que les répétitions de liens vers un même terme.
- Les liens externes sont à placer uniquement dans une section « Liens externes », à la fin de l'article. Ces liens sont à choisir avec parcimonie suivant les règles définies. Si un lien sert de source à l'article, son insertion dans le texte est à faire par les notes de bas de page.
- La présentation des références doit suivre les conventions bibliographiques. Il est recommandé d'utiliser les modèles {{Ouvrage}}, {{Chapitre}}, {{Article}}, {{Lien web}} et/ou {{Bibliographie}}. Le mode d'édition visuel peut mettre en forme automatiquement les références.
- Insérer une infobox (cadre d'informations à droite) n'est pas obligatoire pour parachever la mise en page.

Pour une aide détaillée, merci de consulter Aide:Wikification.
Si vous pensez que ces points ont été résolus, vous pouvez retirer ce bandeau et améliorer la mise en forme d'un autre article.
Aleksandr Kogan (qui a en 2016 fait changer son nom de famille en « Spectre », se faisant parfois appeler Dr Spectre, tout en continuant à publier sous le nom de Kogan), est un enseignant-chercheur américain d'origine moldave né le 6 avril 1986. Il est à la fois data scientist et chercheur en sciences humaines et sociales (psychologie du comportement, psychométrie) au Département de psychologie expérimentale de l'université de Cambridge,. Il a créé en 2014-2015 à Cambridge et à Manchester trois start-ups (toutes mises en cessation d'activité).
C'est un personnage controversé, parce qu'il a créé et présidé en 2014 la start-up « Global Science Research LTD » qui, pour le compte de Cambridge Analytica, a été à l'origine d'un vol massif de données sur des millions de comptes Facebook, dans le cadre du scandale Facebook-Cambridge Analytica/AggregateIQ, un scandale politico-financier notamment révélé par les lanceurs d'alerte Christopher Wylie et Shahmir Sanni. Kogan a aussi été soupçonné de collusion avec la Russie (sans confirmation à ce jour).

## Biographie

### Enfance
Aleksandr Kogan est né dans ce qui était alors la RSS de Moldavie en ex-URSS (maintenant Moldavie indépendante),.
Il a vécu à Moscou puis sa famille a déménagé aux États-Unis quand il avait sept ans.

### Études
En 2008, parlant couramment l'anglais et le russe, il obtient un baccalauréat (spécialité psychologie) à l'Université de Californie à Berkeley où il semble avoir été un élève brillant (« Highest honors in psychologie » ; « High Distinction in General Scholalrchip »).
En 2011, il obtient un doctorat en psychologie à l'Université de Hong Kong,.
Kogan a aussi été affilié à l'institut « Behavioural and Clinical Neuroscience Insitute ».
Il est Postdoctoral fellow du département de psychologie de l’Université de Toronto.

### Vie personnelle
En 2016, il prend un congé sabbatique pour aller épouser à Singapour Crystal Ying Chia, qu’il avait probablement rencontré à l’université de Cambridge en 2013 quand elle était étudiante boursière en Angleterre (dans le laboratoire du Pr Ludovic Vallier) alors que Kogan enseignait à l’université de Cambridge. Crystal Ying Chia avait obtenu un Bachelor en sciences biomédicales à l’Université de Manchester, puis un doctorat (PhD) au centre de génomique (Centre Sanger, aussi dénommé « Wellcome Trust Sanger Institute ») de Cambridge (en 2013) mais elle avait du retourner dans son pays pour y effectuer son post-doctorat, à l’institut de biologie médicale de l'A*STAR (l’Agence pour les sciences, technologies et la recherche de Singapour).
Spectre et Crystal Ying Spectre ont finalement divorcé deux ans plus tard, en Californie dans le Comté de Contra Costa en avril 2017.

### Changement de nom
À l'occasion de son mariage, Kogan et son épouse décident de changer de nom de famille pour se faire appeler spectre. Ce nouveau nom n’est pas selon Kogan lié au scandale du piratage des données de Facebook par Cambridge Analytica, car il a été effectué un mois après la parution des premiers articles sur son implication. Selon lui, le nom Spectre se réfère au spectre lumineux et son aspect multicolore évoque pour lui et son épouse (tous deux scientifiques) les aspects multiculturels de leur vie.

### Carrière
Kogan bénéficie d'une bourse de recherche postdoctorale à l'Université de Toronto, avant de déménager à Cambridge au Royaume-Uni.
- En 2012 est chargé de cours associé au Département de psychologie expérimentale de l'université de Cambridge. Puis il y est Senior Research Associate jusqu'en 2018[6]. Sa page de présentation y déclarait : « Mon laboratoire étudie la prosocialité et le bien-être du point de vue biologique, psychologique et interculturel »[7],[3].

- À Cambridge, il dit avoir eu une collaboration active avec Facebook, pour qui il a même été consultant[8]. Il a expliqué à Anderson Cooper, dans une interview publiée par 60 Minutes, avoir plusieurs fois visité le Campus de Facebook (qui a embauché certains de ses étudiants). Il dit avoir monté un projet avec Facebook (en novembre 2015), et y avoir enseigné ce qu'il a appris en travaillant avec « cet ensemble de données que nous avions collecté pour Cambridge Analytica »"[9]. 
Facebook a confirmé ces déclarations, mais a nié être au courant de son travail avec Cambridge Analytica [réf. nécessaire], et de son côté Kogan a dit qu'il ignorait que Cambridge Analytica utiliserait ses données pour manipuler les votes américains ou anglais.

Koga crée 3 start-ups en 2 ans :
1. « Global Science (UK) LTD », créée le 24 mars 2014 avec le statut juridique de Private company limited by guarantee without share capital. Son siège est basé dans le Département de Psychologie expérimentale de l'université de Cambridge, puis (le 8 mai 2014, après une déclaration de changement d'adresse faite le 29 avril 2014)[10] il est transféré au 22 Victoria Street de Cambridge Cambridgeshire, chez Brent Lary James Clickard[11].
Kogan en est PDG et Brent Clickard (également de nationalité américaine, né le 7 mars 1988), est son directeur. Ce dernier sera quelques mois plus tard également cadre supérieur chez SCL Elections/Cambridge Analytica, entreprise créée le 30 juillet 2014)[12] est remplacé le 1er mai 2015, par le Dr Joseph Andrew Chancellor, également de nationalité américaine, né le 1er aout 1979 et embauché le 25 mars 2014[13]. Kogan a omis de fournir la raison sociale de cette entreprise quand il l'a déclaré à la Companies House. La start-Up se met en faillite volontaire le 4 aout 2015[11].
2. « Global Science Research LTD », créée le 29 mai 2014, au 6ᵉ étage du 49 Peter Street, à Manchester, également avec l'américain Joseph Andrew Chancellor. Cette seconde start-up est créée avec le statut de Private limited Company (09060785). Sa raison sociale est « Études de marché et sondages d'opinion » (Market research and public opinion polling). 
L'entreprise sera dissoute le 31 octobre 2017)[14]. 
Elle est connue pour avoir développé l'application qui, avec l'aide de la plateforme Qualtrics d'enquête en ligne, a illégalement permis à Cambridge Analytica de dérober les données personnelles de comptes Facebook de plus de 80 millions d'utilisateurs de Facebook. L'université de Cambridge a déclaré : « Nous savons que le Dr Kogan a créé sa propre entreprise commerciale, Global Science Research (GSR). Nous avons précédemment demandé et reçu de la part du Dr Kogan l’assurance qu’aucune donnée, ressource ou installation universitaire n’était utilisée comme base pour son travail avec GSR ou le travail ultérieur de l’entreprise avec une autre partie ». L'université a néanmoins demandé à Facebook de vérifier que Kogan n'a utilisé ni les ressources naturelles, ni les ressources immatérielles de l'université pour son entreprise[5].
3. « Philometrics » créée le 13 October 2017 par Kogan qui en est PDG. Cette start-up est également sise au 6e étage du 49 Peter Street, à Manchester. Elle se présente comme fondée « par des universitaires de l'université de Cambridge dans le but d'apporter leurs recherches sur la prévision basée sur l'Intelligence artificielle appliquée aux traits flous (par exemple, les réponses faites aux sondages) ». « Nous proposons un certain nombre de produits et services B2B et B2C. Notre offre logicielle de base, philometrics.com, fournit une suite de création d'enquêtes Web à faire soi-même avec des superpouvoirs d'Intelligence artificielle »[15]. La raison sociale de cette entreprise est souvent présentée comme l'analyse du Big data[16], mais sur sa déclaration officielle, elle était double : « Développement de logiciels commerciaux et nationaux » (code : 62012) ; et « Activités de conseil en technologies de l'information » (code : 62020). Kogan va dissoudre cette société le 9 avril 2019.

## Suspicion de collusion avec la Russie
Kogan a également été affilié à l'Université de Saint-Pétersbourg en Russie.
Il y a reçu des fonds pour la recherche sur l'exploration de données dans les réseaux sociaux. Il y a donné au moins trois conférences (en russe) en deux ans (entre 2014 et 2018),.
Il a déclaré son affiliation à cette université, ce qui dans le contexte des élections américaines, puis du référendum ayant abouti au Brexit, a fait porter sur lui des soupçons d'activités de relais d'influence, voire d'espionnage pour le compte de la Russie,. Selon Mark Crispin Miller, Pr à l'Université de New-York qui travaille sur la manipulation des foules et des individus et en particulier sur la manière dont les américains ont une vision de leur pays et du monde fortement déformée par la publicité, la propagande distillée dans les films, les revues et l'Internet, Kogan a aussi reçu des fonds pour la recherche de la part des gouvernements britannique, américain, canadien et chinois.

## Contribution au scandale Facebook/Cambridge Analytica
En 2015, Kogan et le Département de psychologie de l'université de Cambridge où il travaille sans cacher, au contraire, le fait d'utiliser à des fins scientifiques le big data des données de Facebook (comme beaucoup d'autres chercheurs l'ont fait à la même époque, et avec l'assentiment de Facebook selon lui). Le consentement éclairé des participants était parfois contourné par le fait que Facebook se considérait comme propriétaire de tout ce que ses utilisateurs y déposent. Des études plus tardives consignées par Kogan se montreront plus claires et prudentes en mentionnant explicitement (par ex en 2019) que « toutes les études ont reçu l'approbation éthique du comité d'éthique de la recherche de l'université de Cambridge. Les participants ont donné leur consentement écrit pour participer aux études ».

Le lanceur d'alerte Christopher Wylie a révélé que Kogan, pour le compte de Cambridge Analytica, en associant des outils des plateformes d'enquête en ligne Qualtrics et AMT ou « Amazon MTurk » (d'Amazon) a produit les bases de fichiers de dizaines de millions de données personnelles (dont à partir des données volées à 87 millions d'internautes par ou pour Cambridge Analytica via leurs comptes Facebook). 
Avec l'aide d'AggregateIQ (société-sœur de Cambridge Analytica, basée au Canada), la base de données que Kogan a constitué par sa start-up « Global Science Research LTD » a ensuite été utilisée de manière cachée, frauduleuse, trompeuse et non éthiques par Cambridge Analytica pour fausser les résultats d'importantes campagnes électorales, en trompant les électeurs avant le vote, via des opérations d'influence « micro-ciblées ». 
Ces opérations ont en outre été financées de manière obscure, notamment lors de la campagne de l'élection présidentielle américaine de 2016,.
L'usage détourné (voire illégal parfois, comme dans le cas de dépassement de plafonds de budgets autorisés, par Vote Leave au royaume-Uni) de ces outils a permis d'influencer la psyché et les avis de très nombreux électeurs (ou de les transformer en abstentionnistes parfois) lors de la campagne pour le Référendum sur l'appartenance du Royaume-Uni à l'Union européenne qui a abouti au Brexit.
Kogan, lors de ses travaux de Recherche (voir plus bas), a appris à utiliser les plus puissants des outils de questionnaires en ligne (Qualtrics) en les combinant avec des plateformes de « travail payé en ligne » (ex : Mechanical Turk d'Amazon dit AMT ou « Amazon MTurk »), pour construire des études massives en ligne (où le répondant est récompensé par un peu d'argent).
Dans sa start-up, il a (seul ?) développé une application dénommée This Is Your Digital Life, un quiz de personnalité, rapidement téléchargée en 2014-2015 par au moins 270 000 utilisateurs (selon les données disponibles le 23 avril 2018). Ce quiz a permis à Cambridge Analytica de directement et indirectement siphonner les données personnelles de 87 millions d'utilisateurs de Facebook (environ 200 000 personnes seraient concernées en France). Au passage, chez environ 1500 internautes dans le monde, selon Facebook, des conversations privées faites sur Messenger ont également été « aspirées ».
Sur la chaîne CBS, Kogan a laissé entendre que Facebook avait connaissance de son étude et ne s'y est jamais opposé. Interrogé par l'émission Today de BBC Radio 4 et par CNN, il a dit qu'il était utilisé comme bouc émissaire par Facebook et par Cambridge Analytica,. Kogan a en outre déclaré qu'il ignorait que les informaticiens et communicants de Cambridge Analytica (et d'Aggregate IQ) utiliseraient ces données pour cibler des électeurs ; il a enfin tenté de minimiser l'efficacité potentielle du « micro-ciblage » basé sur les données qu'il a collectées,.

### Conséquences, suites
Après la révélation du scandale, Facebook a supprimé les comptes d'AggregateIQ et de Cambridge Analytica, ainsi que le compte de leur maison-mère SCL, et celui de Kogan. Deux jours plus tard (le 8 avril 2018), le compte de « CubeYou », (firme californienne d’analyse de données était également fermé, car elle proposait aussi aux internautes des tests de personnalité dont les résultats étaient présentés comme destinés à la Recherche académique mais qui en réalité étaient directement vendues à des régies publicitaires, ce que Facebook a appris par un article de CNBC. Facebook admet alors ne pas pouvoir détecter ce type de détournement de données personnelles[réf. nécessaire].
SCL a en outre dans le passé, selon The Guardian, « a eu accès à des documents confidentiels lorsqu'elle travaillait pour le ministère de la Défense » et « a été payé près de 200 000 £ pour la réalisation de deux projets distincts », SCL qui est financé par la famille Mercer, l'un des principaux soutiens politicofinanciers de Donald Trump lors de sa course à la présidence.
Kogan fait partie de la prestigieuse université de Cambridge, dotée d'un « comité d'éthique de la recherche ». Même si le degré précis d'implication et de responsabilité de Kogan est encore incertain, son implication dans le scandale a questionné la capacité des universités à adapter leurs codes éthiques à l'ère de l'Internet et du Big data, et à les faire respecter à l'extérieur de l'université, notamment dans le cadre des dizaines de milliers de start-ups et de partenariats public-privé et de dépôts de brevets que les Universités ont encouragé chez leurs enseignants et leurs étudiants, par ailleurs souvent sensibilisés, voire formés, notamment dans les écoles de commerce à l'intelligence économique et à la concurrence (principe du publish or perish) plus qu'à la coopération la plus transparente. Depuis les années 1980, même quand les objets de ces créations contredisent les politiques et valeurs morale et éthiques académiques, le chercheur-entrepreneur est devenu un modèle à suivre. Peut-il échapper aux conflits d'intérêts et à l'appât du gain quand il semble aisé s'interrogeait l'Agence Science-Presse en 2018. C'est l'une des questions qu'a posé l'« affaire Kogan » au coeur du scandale Facebook-Cambridge Analytica / AggregateIQ.
Dans un article publié dans « Informit » (dont le résumé n'est pas accessible), Kogan se plaint du fait que Cambridge Analytica "accusé d'avoir extrait les données de millions d'utilisateurs de Facebook" passe pour être un « méchant de James Bond ». 
Les études plus tardives issues de son laboratoire et co-signées par Kogan mentionnent plus explicitement (par ex en 2019) leur approbation par le comité d'éthique du de l'université de Cambridge, et le consentement écrit des participants.
Les GAFA, qui vivent de plus en plus de la publicité ciblée ont aussi une responsabilité, mise en évidence lors de cet épisode, notamment avec Facebook qui a souvent été accusé d'exploiter les données personnelles et activités de ses utilisateurs sans leur consentement éclairé, et qui - selon Kogan et d'autres - n'avait pratiquement aucune ligne de défense pour protéger ces données privées.

#### Règlement FTC
En 2019, Alexander Nix le PDG d'Aleksandr Kogan et de Cambridge Analytica, a réglé avec la Federal Trade Commission le cas des allégations selon lesquelles Cambridge Analytica a utilisé des tactiques trompeuses pour collecter des informations personnelles auprès de dizaines de millions d'utilisateurs de Facebook, à des fins de profilage et le microciblage des électeurs. Cambridge Analytica a accepté de supprimer sa base de données, mais on sait par les lanceurs d'alerte Christopher Wylie et Shahmir Sanni, que cette base de donnée avait aussi été envoyée à AggregateIQ qui l'a utilisée à partir du Canada, au moins pour influencer les élections américaines et les résultats du Référendum sur l'appartenance du Royaume-Uni à l'Union européenne. En outre selon Kogan, des milliers d'autres entreprises ont également pu siphonner de la même manière les données personnelles stockées de manière non protégée sur les comptes Facebook.

## Activités et thèmes de recherche
En tant que jeune chercheur (bénéficiaire d'une bourse post-doctorale en Ontario), Kogan a été le co-auteur de dizaines d'articles concernant la science de la personnalité et la psychologie sociale. Ces articles ont porté sur la prosocialité (aide, don, sacrifice...) comme source de bien-être hédonique et/ou eudémonique (bonheur), les relations étroites (couple, émotion amoureuse), la régulation des émotions (dont en cas de manie ou de trouble bipolaire), le rôle de l'émotion dans les relations sociales, les effets à long terme du névrosisme. Lui et son équipe de l'université de Cambridge se sont aussi intéressés aux différences individuelles de réaction et facteurs de prise de décision ; à la modélisation linéaire hiérarchique et à la modélisation à plusieurs niveaux des comportements pro sociaux, à la notion de réseau social, à celles d'actualisation différée (AD) ou de préférence temporelle. 
Ces études, pour certaines assez souvent cités, sont souvent basés sur la méthode d'échantillonnage d'expérience (ou ESM pour Experience sampling method (en) chez les anglophones) et des outils d'autoquantification (« Quantified self »)
Voici quelques exemples de sujets traités par Kogan dans les années 2010 : 
- compassion contre « régulation des émotions autonomes » : le « Pouvoir » fait fermer les yeux sur la souffrance d'autrui (2008). Des expériences confirment la théorie d'approche/inhibition du « pouvoir » (Keltner, Gruenfeld, & Anderson, 2003)[39] ; l'hypothèse de l'étude est qu'un « pouvoir social » élevé diminue les réponses émotionnelles et empathiques face à la souffrance d'autrui. Selon les auteurs, ceci ne peut être attribués à des différences liées au pouvoir dans l'émotion de base ni à la précision du décodage de la situation ; l'accès au pouvoir social sembler façonner l'émotion et l'empathie[40];
- gratitude (2012) : ici, l'équipe montre que la gratitude entre les membres d'un couple y favorise la durabilité des relations[41].
- Réseaux sociaux et d'« amis » sur Facebook ; deux études (2015) de Kogan et de ses collègues se sont basées sur le nombre d'« amis » sur Facebook des internautes[21], sachant que les amitiés internationales sont estimées enrichir le savoir et la vie des individus[42],[43] et influer sur la stratification sociale (avec des enjeux de hiérarchie, statut, pouvoir, subordination, voire d'oppression)[44] 
La première étude conclut que dans la classe sociale supérieure étasunienne, le nombre d'amis internationaux sur Facebook est le plus bas, ce qui prive cette classe d'accès à des idées nouvelles, comme à certaines opportunités commerciales (et expliquant peut-être leur crainte des migrants)[21]. 
La seconde étude, basée sur « les amis Facebook formés en 2011 (près de 50 milliards d'amitiés) dans 187 pays » montre que plus un pays est riche, plus le niveau d'internationalisme est bas sur Facebook (moins d'amis étrangers)[21].
- évaluation, valeurs et émotions socioculturelles dans la prosocialité ; l'étude évoque ces facteurs, du niveau du gène à celui du mème (2014)[45]
- récepteur de l'ocytocine (OXTR), son rôle dans la prosocialité ? (2011)[46] et dans l'empathie et le mimétisme émotionnel (selon une étude de 2019, l'ocytocine module le mimétisme émotionnel en favorisant l'affiliation ; elle « augmente le mimétisme des traits du visage de la tristesse (c'est-à-dire la moue) (...) et facilite le mimétisme du bonheur pour les personnes qui montrent une faible expressivité positive (...) Le codage facial automatisé peut être utilisé de manière fiable pour détecter le mimétisme émotionnel »)[47], ou encore (étude 2019) comme facteur de déploiement de meilleures stratégie d'adaptation[23]
- conséquences (quotidiennes et à long terme) des efforts/sacrifices faits dans des buts de rapprochement ou d'évitement dans les relations amoureuses (2010)[48]
- Kogan et ses collègues, lors d'une étude d'échantillonnage de l'expérience de relations amoureuses (quotidien, durant 14 jours, chez 73 personnes) concluent que ceux qui interprètent leur « soi » en termes moins interdépendants se sentent inauthentiques quand ils se sacrifiaient dans un but d'évitement (ex : éviter la souffrance de l'autre), ce qui diminue leur bien-être émotionnel et la qualité de leurs relations. Inversement les personnes se sentant plus interdépendantes ne se sentent pas moins authentiques lors du même type de sacrifice. Pour elles, se sacrifier pour des objectifs d'évitement est un altruisme qui ne semble pas coûteux[49].
- santé psychique : rôle de la stabilité / variabilité des émotions positives (2013). Les émotions positives entretiennent la santé psychique. Mais un niveau d'émotions positives instable (tant sur la durée d'une journée qu'à moyen terme, sur quelques semaines) conduit à un risque accru de dépression et d'anxiété, et à un moindre bonheur de vivre[50].
- inhibition des émotions dans la relation amoureuse : quels coûts émotionnels et relationnels ? (2012)[51]
- nerf vague : quelle implication dans la prosocialité ?. L'activité vagale semble quadratiquement liée aux traits prosociaux, aux émotions prosociales et aux perceptions des observateurs de la prosocialité (2014). L'arythmie sinusale respiratoire - le degré auquel le nerf vague module la fréquence cardiaque - et la prosocialité sont quadratiqument liés. Selon les auteurs, ce nerf régule les systèmes physiologiques de l'expression émotionnelle, de l'empathie face aux états mentaux et émotionnels manifestés par autrui. Il régule aussi la propre détresse de l'individu, comme ses expérience d'émotions positives. Mais « des niveaux extrêmement élevés d'activité vagale peuvent être préjudiciables à la prosocialité »[52]
- don et sacrifice ; donner fait du bien, y compris dans les relations amoureuses, et chez les personnes motivées par le bien d'une communauté (2010)[53]
- compassion et concentration sur soi pendant la compassion… et fierté induites : étude faite via l'IRMf (2012)[54]
- durabilité dans la relation sexuelle : être motivé pour répondre aux besoins sexuels de l'autre soutient le désir sexuel à long terme dans la relation amoureuse (2013)[54]
- trop de bonnes choses ? Relation non linéaire du tonus vagal cardiaque avec le bien-être (2013)[55]
- Compassion, spiritualité et Religiosité (2013). La compassion est plus fréquente chez les individus dont la vie spirituelle est riche, mais pas nécessairement chez les plus religieux. Motivant l'individu à transcender les motifs d'égoïsme, elle pousse par exemple à être plus altruiste envers les étrangers ; la spiritualité (mais pas la religiosité) prédirait un comportement altruiste ; et la compassion expliquerait, au moins en partie ce lien. Le facteur le plus prédictif de l'altruisme semble être la compassion, l'empathie, mais non la religiosité. Un caractère ouvert, agréable ou extraverti ne prédisposent pas non plus statistiquement à l'altruisme[56]
- émotion dans le monde réel (2013). Etude (par l'échantillonnage de l'expérience) des efforts et stratégies individuelles de régulation des émotions positives et négatives, amplifiées dans le trouble bipolaire[56]
- gestion du stress au travail : efficacité d'une intervention nouvelle encourageant la « flexibilité d'adaptation », par rapport à une intervention cognitivo-comportementale couramment utilisée contre la dépression ou pour prévenir le burnout (2012). Après des tests faits sur 161 adultes chinois en bonne santé (55 hommes, 106 femmes, âgés en moyenne de 32 ans), l'étude conclut qu'il serait utile d'enseigner aux individus à « adapter leurs stratégies d'adaptation aux exigences spécifiques des situations stressantes au travail »[57]
- Rôle de la récompense (personnelle ou interpersonnelle) dans l'orientation d'une communauté (2013). Cette étude d'expérience s'est intéressée aux gens ayant le sens de la communauté : ils se soucient du bien-être des autres, réagissent aux besoins d’autrui et souhaitent des soins similaires envers eux-mêmes. L'émotion positive ressentie par ceux qui prennent soin des autres est un facteur de récompense personnelles et interpersonnelles et de motivation chez les personnes « orientées vers la communauté ». L'étude qui a suivi 232 personnes chaque jour durant 4 semaines a conclu que celles et ceux qui étaient « orienté(e)s vers la communauté » avaient une plus grande estime de soi, étaient plus satisfait de leur vie et manifestaient au quotidien un plus grand amour dans leurs relations et un plus grand amour pour l'humanité en général. L'émotion positive quotidienne est plus élevée chez ceux qui donnent des soins que chez ceux qui en reçoivent, ce qui a des implications pour la prosocialité et le bien-être dans les relations entre individus proches et au-delà[58].
- Effets (sur le donneur et le destinataire et la qualité de la relation du donneur et du destinataire) des émotions positives et négatives générées par les sacrifices faits dans une relation de couple pour le rapprochement ou l'évitement (2014). L'étude, qui a impliqué 80 couples suivis deux semaines puis 3 mois plus tard, conclut que les sacrifices faits pour des objectifs de rapprochement conduisent à une meilleure qualité de vie et de relation, que s'ils sont faits pour des objectifs d'évitement. Ces effets seraient liés aux émotions respectivement positives et négatives qu'ils induisent. Les auteurs concluent que « le sacrifice en soi n'aide pas ni ne nuit aux relations, mais les objectifs qu'on se donne pour justifier un renoncement à ses propres intérêts peuvent façonner de manière critique la qualité des liens intimes »[59]
- coûts sur la relation du sacrifice perçu par le partenaire (quand vous pensez que votre partenaire se retient…) (2014). L'étude, multi-méthodes, ayant porté sur 80 couples, a recherché ce qui se produit quand un partenaire inhibe ses émotions, et si cette suppression d'émotion perçue chez l'autre partenaire est coûteuse pour le « bénéficiaire » du sacrifice. Le partenaire qui dit inhiber ses émotions (pour le « bien » de l'autre) est perçu comme moins authentique par le second, sans que ce dernier ressente un bien-être personnel ou une relation améliorée, et cet effet persiste dans le temps. Ceci doit être pris en compte par la recherche sur la régulation des émotions et sur les relations interindividuelles étroites[60]
- joies du don authentique (2013). Cette étude montre l'importance de l'authenticité ressentie par le donneur et le receveur (ou autrui), quand une personne fait un don ou un « sacrifice consenti ». Ce sentiment d'authenticité apparait essentiel pour le bien-être personnel et interpersonnel et pour la qualité des relations. Se sacrifier pour un rapprochement (pour rendre son partenaire heureux) fait se sentir plus authentique, ce qui contribue par suite à un plus grand bien-être personnel et relationnel. Inversement, se sacrifier pour des objectifs d'évitement (ex : éviter un conflit) fait se sentir moins authentiques, ce qui, par suite, nuit au bien-être personnel et relationnel. Les implications pour la recherche et la théorie sur les processus de motivation dans les relations étroites sont discutées[36].
- Effets du degré d'attachement émotionnel aux ex-partenaires dans la vie de couple (2012)[61]. La relation idéalisée du couple romantique suppose que les deux partenaires n'ont plus d'attachement persistant à d'éventuels ex-partenaires du passé (potentiellement perçus comme des alternatives relationnelles). Cette étude conclut qu'une dégradation de la relation de couple prédit un désir accru pour les ex-partenaires « au-delà de l'attention portée aux alternatives de relation en général ». Inversement, un désir accru pour des ex-partenaires au fil du temps prédit une dégradation des relations du couple, mais uniquement « chez ceux qui envisagent d'anciens partenaires récents ». Résoudre les sentiments pour son ex- le (la) plus récent(e) pourrait donc maximiser le potentiel d'une nouvelle relation concluent les auteurs[61].
- différence de valeur attribuée à une récompense importantes et différées par rapport à une récompense petite et immédiate. L'« actualisation différée » (AD) mesure le phénomène subjectif bien connu d'une valeur qui diminue avec le temps nécessaire pour l'obtenir. On avait déjà montré qu'une AD élevée prédit des résultats scolaires, sociaux et sanitaires négatifs. Cette étude de personnalité (5 888 personnes interrogées) a conclu qu'une moindre conscience et ouverture d'esprit et une extraversion ou un névrosisme plus élevés prédisposent à une plus grande AD. Les petits montants sont mieux actualisés que les grands ; et la quantité amplifie les effets de l'ouverture et du névrosisme sur l'AD. La personnalité est donc un prédicteur des AD individuelles, ce qui est important pour les « approches d'intervention ciblées sur l'AD »[62].
- symptômes de la manie. Associés à une émotion anormalement positive, ils peuvent rendre les interactions sociales moins adaptatives dans le couple, car associés à une augmentation de l'expérience et de la perception des émotions (positives et négatives) ; ils diminuent la précision empathique pour les émotions négatives (mais pas positives) des partenaires, avec un effet de « lunettes roses » biaisant l'expérience émotionnelle, y compris dans les situations sociales les plus intimes et/ou les plus pénibles[63].